# Avosnes
Avosnes ist eine französische Gemeinde mit 88 Einwohnern (Stand: 1. Januar 2022) im Département Côte-d’Or in der Region Bourgogne-Franche-Comté. Sie gehört zum Arrondissement Montbard und zum Kanton Semur-en-Auxois.
Zu Avosnes gehören neben der Hauptsiedlung auch die Weiler Barain, Pataud, Quartier du Vau und Les Grands Chaumets. Nachbargemeinden sind Saffres im Nordwesten, Villy-en-Auxois im Norden, Chevannay im Nordosten, Saint-Mesmin im Südosten, Marcellois im Südwesten und Uncey-le-Franc im Westen.

## Bevölkerungsentwicklung
| Jahr                       | 1962 | 1968 | 1975 | 1982 | 1990 | 1999 | 2008 | 2015 |
| -------------------------- | ---- | ---- | ---- | ---- | ---- | ---- | ---- | ---- |
| Einwohner                  | 107  | 92   | 77   | 76   | 66   | 73   | 72   | 84   |
| Quellen: Cassini und INSEE |      |      |      |      |      |      |      |      |

## Sehenswürdigkeiten
- Chapelle de Barain, Monument historique seit 2000
- Schloss
- Kirche Sainte-Croix
- Kriegerdenkmal

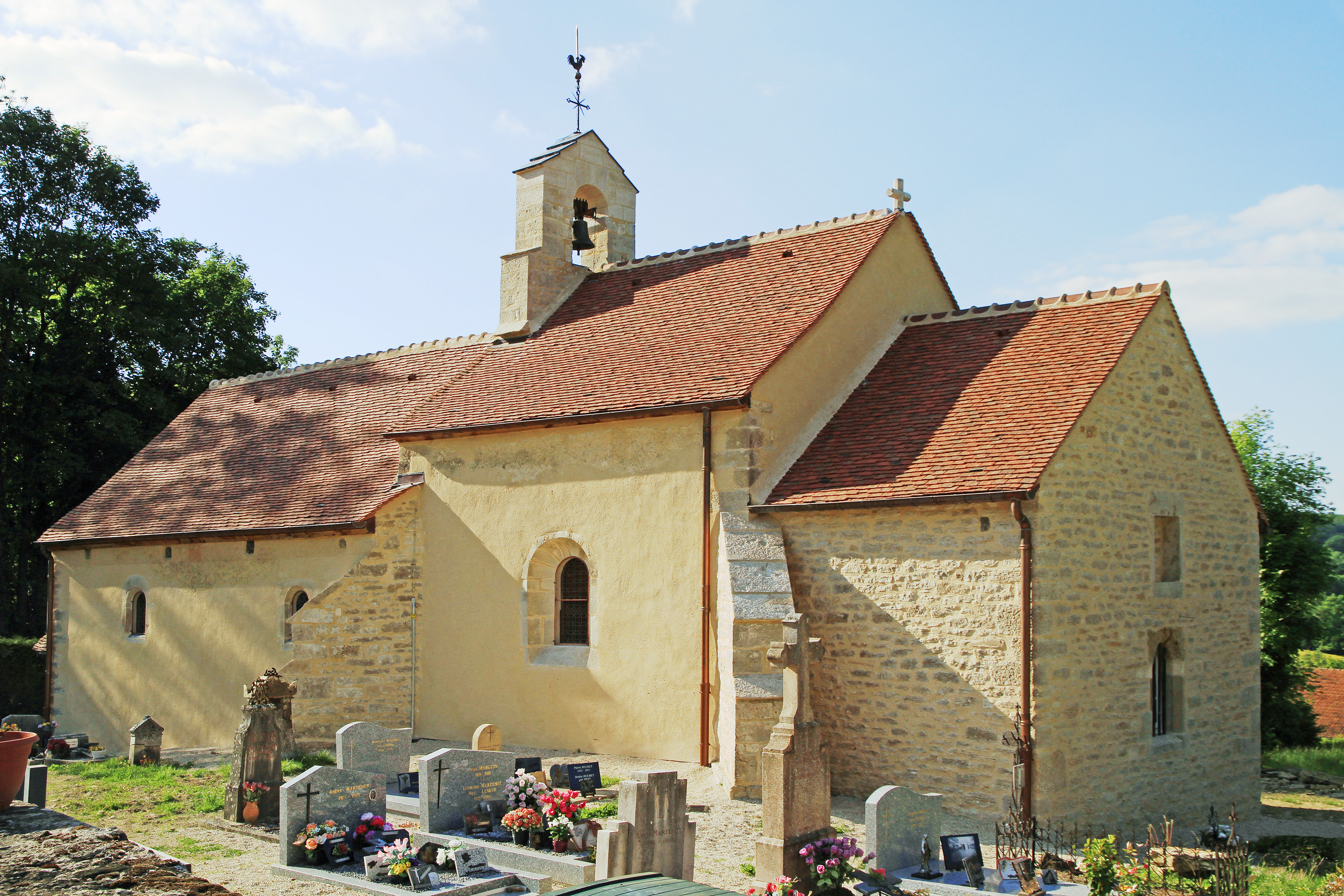
Chapelle de Barain
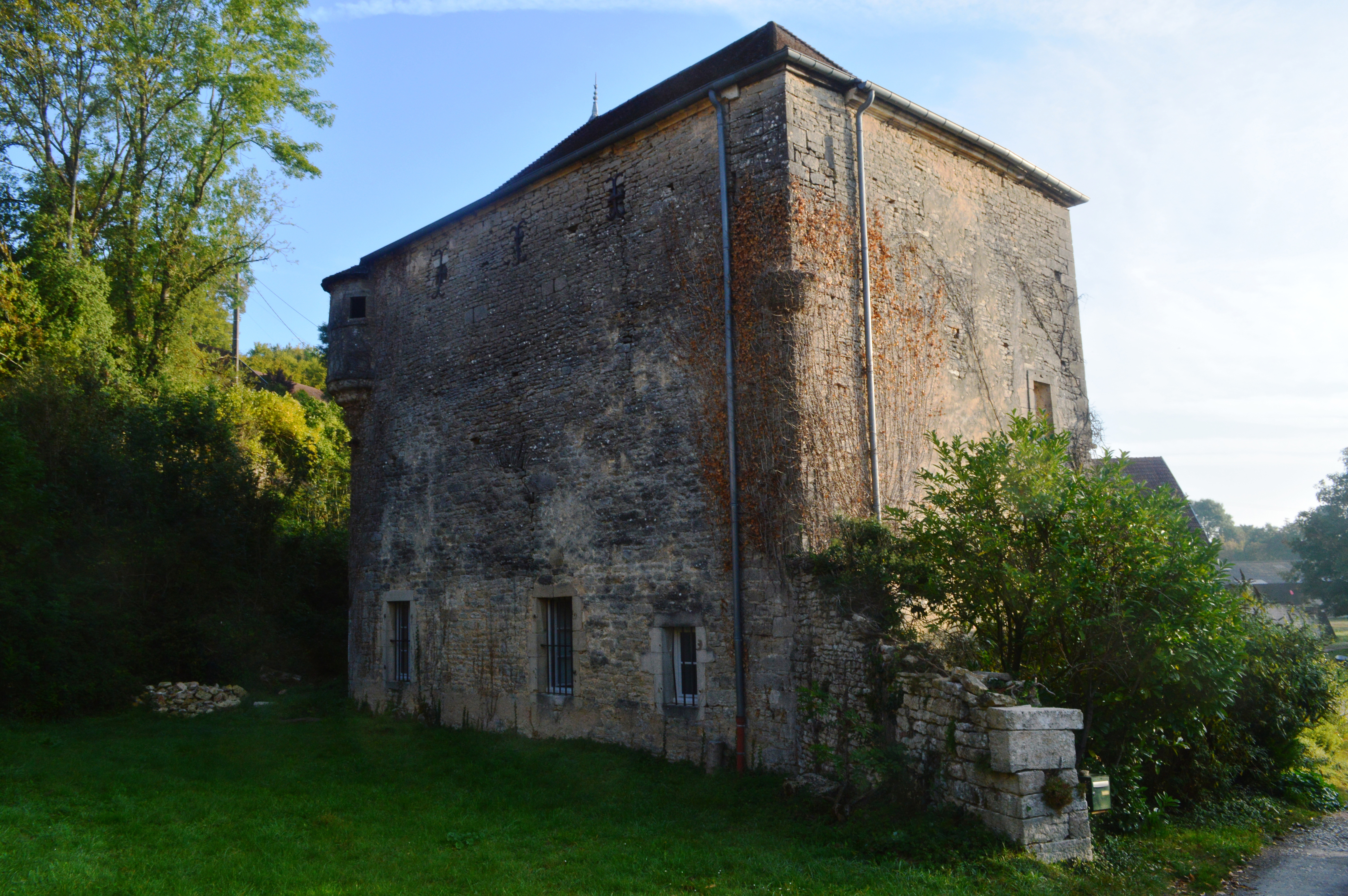
Schloss
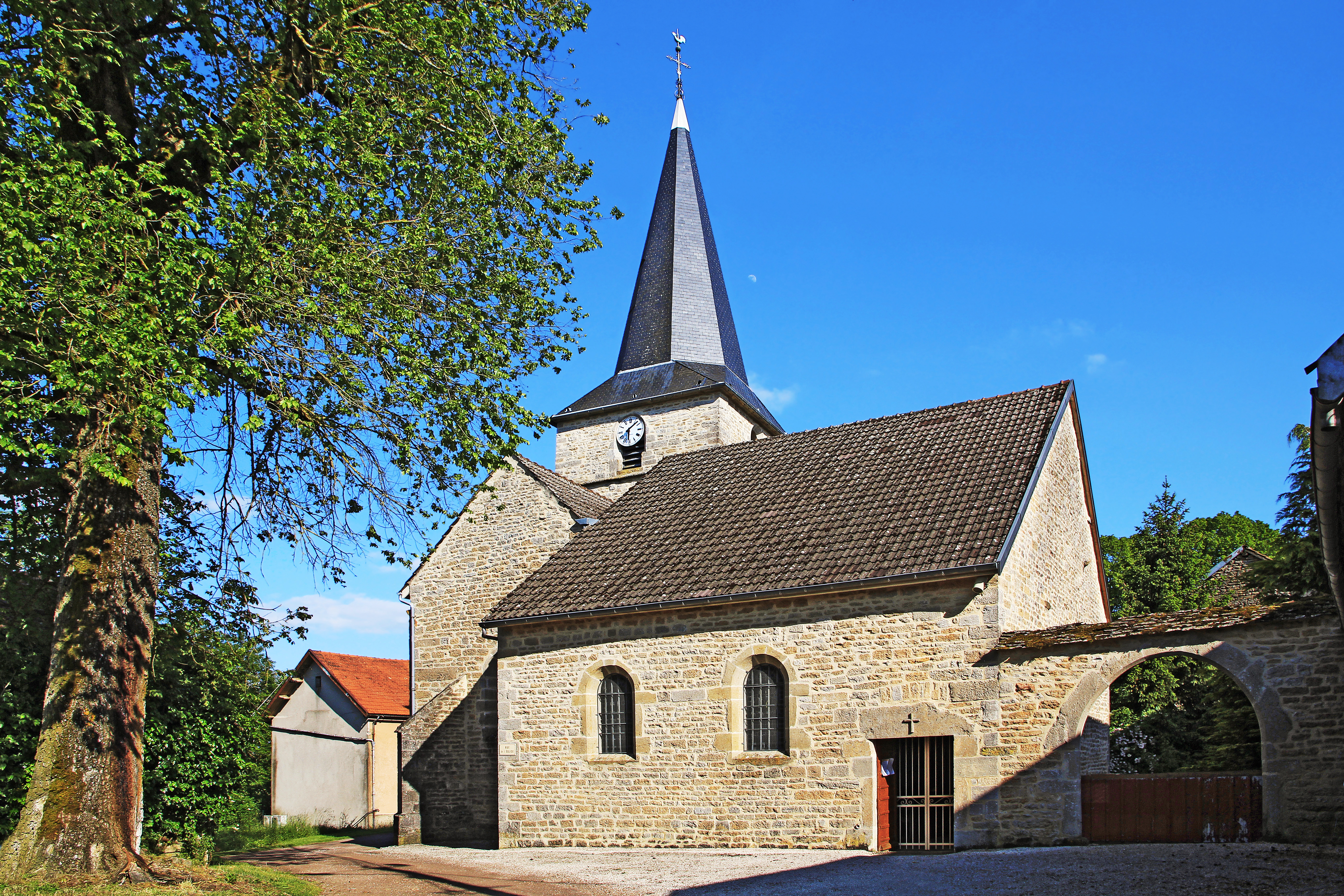
Kirche Sainte-Croix
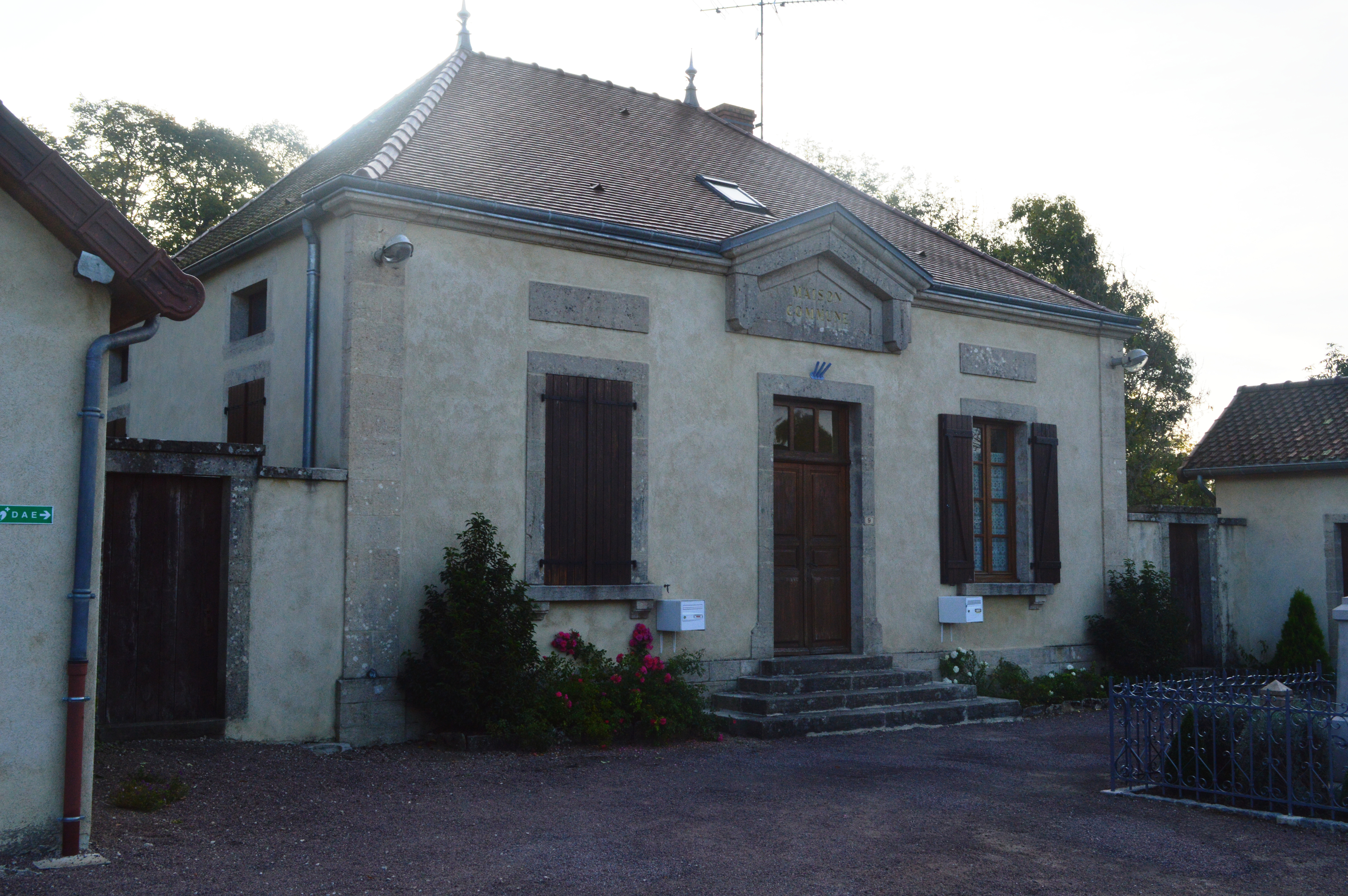
Mairie